# Ein Lied für Stockholm
Die deutsche Vorentscheidung zum Eurovision Song Contest 1975 fand unter dem Titel Ein Lied für Stockholm statt.

## Format
Wie in den Vorjahren beauftragte der damalige Programmdirektor des Hessischen Rundfunks Hans-Otto Grünefeldt die Plattenfirmen, geeignete Interpreten und Lieder für den deutschen Vorentscheid einzureichen. Insgesamt traten 15 Interpreten mit ihren Titeln an.
In diesem Jahr wurden die Beiträge von den Interpreten live gesungen. Durch die Sendung führte die als Lottofee bekannt gewordene Moderatorin Karin Tietze-Ludwig, die bereits den Vorentscheid Ein Lied für Edinburgh 1972 für den hr moderierte.
Eine aus 36 Personen bestehende Jury stimmte über den Siegertitel ab. Deren Mitglieder kamen aus den neun folgenden Städten der damaligen Bundesrepublik: Baden-Baden, Berlin, Bremen, Frankfurt am Main, Hamburg, Köln, München, Saarbrücken und Stuttgart. Jeder einzelnen der neun Städtejurys gehörten, mit einem Journalisten, einem Musiker, einem weiblichen musikinteressierten Laien und einem Fernseh-Unterhaltungschef, jeweils genau vier Personen an. 
Jedes Jurymitglied konnte jedem Titel bis zu fünf Punkte als Höchstwertung vergeben. Aus der Addition der zugeteilten Punkte ergab sich jeweils die Gesamtsumme. Aus Zeitgründen wurden die Ergebnisse von Einzelwertungen im Detail nicht bekannt gegeben, sondern nur die von jedem Titel erreichte Gesamtpunktzahl veröffentlicht. Der Sieger wurde eine Stunde nach der Beendigung des Vorentscheids bekannt gegeben.

## Teilnehmer
Unter den Teilnehmern fanden sich die jungen Sängerinnen Maggie Mae (Die total verrückte Zeit), und Marianne Rosenberg (Er gehört zu mir), die mit diesem Lied später die Charts stürmte.
Die gebürtige Französin Séverine mit Dreh Dich im Kreisel der Zeit war bereits für Monaco Siegerin des Eurovision Song Contest 1971 in Dublin.
Mary Roos (Eine Liebe ist wie ein Lied) vertrat Deutschland beim Eurovision Song Contest 1972 in Edinburgh und erreichte damals mit Nur die Liebe läßt uns leben den dritten Platz. 
Katja Ebstein (Ich liebe Dich) vertrat Deutschland beim Eurovision Song Contest 1970 in Amsterdam (Wunder gibt es immer wieder) und beim Eurovision Song Contest 1971 in Dublin (Diese Welt). Sie erreichte damals jeweils den dritten Platz.
Auch bekannte Schlagerstars waren Teilnehmer, Jürgen Marcus mit Ein Lied zieht hinaus in die Welt und Peggy March mit Alles geht vorüber.
Der österreichische Sänger, Musiker, Komponist und Buchautor Peter Horton trat mit dem Lied Am Fuß der Leiter an.
Norbert Daum vom Duo „Jokers“ trat ab 1979 insgesamt siebenmal beim Eurovision Song Contest als Dirigent an, von denen er fünfmal den deutschen Beitrag dirigierte.

### Platzierungen
| Platz | Startnr. | Interpret          | Lied Musik (M) und Text (T)                                                | Punkte |
| ----- | -------- | ------------------ | -------------------------------------------------------------------------- | ------ |
| 01.   | 06       | Joy Fleming        | Ein Lied kann eine Brücke sein M: Rainer Pietsch; T: Michael Holm          | 134    |
| 02.   | 02       | Peggy March        | Alles geht vorüber M: Ralph Siegel; T: Kurt Hertha                         | 128    |
| 03.   | 09       | Mary Roos          | Eine Liebe ist wie ein Lied M: Hans Blum; T: Ingetraut Blum                | 115    |
| 03.   | 13       | Love Generation    | Hör’ wieder Radio M: Peter Schirmann; T: Gisela Kieler                     | 115    |
| 05.   | 14       | Katja Ebstein      | Ich liebe Dich M: Christian Bruhn; T: Michael Kunze                        | 110    |
| 06.   | 15       | Shuky & Aviva      | Du und ich und zwei Träume M: Rainer Maria Erhardt; T: Jean Frankfurter    | 108    |
| 07.   | 05       | Séverine           | Dreh Dich im Kreisel der Zeit M: Peter Orloff; T: Elisabeth Bertram        | 094    |
| 07.   | 07       | Maggie Mae         | Die total verrückte Zeit M: Henry Mayer; T: Georg Buschor                  | 094    |
| 09.   | 12       | Jürgen Marcus      | Ein Lied zieht hinaus in die Welt M: Jack White; T: Fred Jay               | 090    |
| 10.   | 01       | Marianne Rosenberg | Er gehört zu mir M: Joachim Heider; T: Christian Heilburg                  | 086    |
| 11.   | 03       | Peter Horton       | Am Fuß der Leiter M: Günther Ress; T: Miriam Frances                       | 079    |
| 12.   | 04.      | Die Jokers         | San Francisco Symphonie M: Peter Martin; T: Werner Schüler                 | 057    |
| 13.   | 08       | Werner W. Becker   | Heut’ bin ich arm, heut’ bin ich reich M: Klaus Munro; T: Werner W. Becker | 054    |
| 14.   | 10       | Ricci Hohlt        | Du M: Chris Juwens; T: Joachim Relin                                       | 038    |
| 15.   | 11       | Ricky Gordon       | Sonja M: Rudi Edelmann; T: Angie Richter                                   | 037    |

## Trivia
Während der Livesendung gab es vor dem Beitrag von Ricci Hohlt einen kurzzeitigen Stromausfall von ca. 30 Sekunden, über den die F.A.Z. im Nachhinein schrieb: „Die Tücke der Technik sorgte für einen einsamen Höhepunkt des Tralalas in Frankfurt. Inhalt und Form fielen zusammen“.
Joy Flemings Beitrag Ein Lied kann eine Brücke sein erreichte in Stockholm nur den 17. Platz, trotzdem zählt es unter Fans zu den besten und beliebtesten deutschen ESC-Songs.